# Xã Bethlehem, Quận Stark, Ohio
Xã Bethlehem (tiếng Anh: Bethlehem Township) là một xã thuộc quận Stark, tiểu bang Ohio, Hoa Kỳ. Năm 2010, dân số của xã này là 5.347 người.